# A77 (Groot-Brittannië)
De A77 is een 147,6 km lange hoofdverkeersweg in Schotland.
De weg verbindt Glasgow met Portpatrick.

## Hoofdbestemmingen
- Fenwick
- Kilmarnock
- Stranraer
- Portpatrick